# Венздей
«Венздей» (англ. Wednesday) — американський комедійний потоковий телесеріал у жанрі жахів, заснований на персонажці Венздей Аддамс із родини Аддамсів. Чотири з восьми епізодів зняв режисер Тім Бертон, який також є виконавчим продюсером. Прем'єра серіалу на Netflix відбулася 23 листопада 2022. За два тижні після виходу став третім за кількістю переглядів англомовним серіалом Netflix. Серіал отримав дві номінації на 80-й церемонії вручення премії «Золотий глобус»: перша — за найкращий телесеріал у жанрі мюзикл або комедія, друга — найкраща акторка в телесеріальному мюзиклі чи комедії (Дженна Ортега).
В січні 2023 телесеріал було продовжено на другий сезон.. Прем’єра перших чотирьох серій другого сезону відбулася 6 серпня 2025 року.

## Сюжет
Після відрахування із середньої школи Венздей Аддамс вступає до Академії «Невермор», школи для «вигнанців», яку колись відвідували її батьки, Гомес та Мортиція. Щосили намагаючись відповідати своїм сучасникам і долаючи свої екстрасенсорні здібності, Венздей стає свідком кількох вбивств, скоєних дивним монстром, які вона вирішує розслідувати.

## Актори та персонажі

### Основний склад
| Актор             | Роль                     |
| ----------------- | ------------------------ |
| Дженна Ортега     | Венздей Аддамс           |
| Кетрін Зета-Джонс | Мортіша Аддамс           |
| Рікі Ліндгоум     | доктор Валері Кінботт    |
| Джеймі МакШейн    | шериф Донован Ґелпін     |
| Гантер Дуен       | син шерифа Тайлер Ґелпін |
| Джорджі Фармер    | Аякс Петропол            |
| Муса Мостафа      | Юджин Отінгер            |
| Емма Маєрс        | Енід Сінклер             |
| Джой Сандей       | Б'янка Барклай           |
| Персі Гайнс Вайт  | Ксав'є Торп              |
| Гвендолін Крісті  | директорка Лариса Вімс   |
| Крістіна Річчі    | Мерилін Торнхілл         |
| Віктор Доробанцу  | Річ                      |
| Луїс Гузман       | Ґомес Аддамс             |

### Другорядний склад
| Актор                    | Роль                           |
| ------------------------ | ------------------------------ |
| Іссак Ордонез            | Паґслі Аддамс                  |
| Джордж Бурча             | дворецький Ларч                |
| Томмі Ерл Дженкінс       | мер Вокер                      |
| Іман Марсон              | син мера Лукас Вокер           |
| Вільям Г'юстон           | Джозеф Крекстоун               |
| Луянда Унаті Льюїс-Ньяво | заступник шерифа Річі Сантьяго |
| Олівер Вотсон            | Кент                           |
| Калум Росс               | Ровен                          |
| Джонна Діас Вотсон       | Дівіна                         |
| Наомі Дж. Огава          | Йоко Танака                    |
| Стів Бушемі              | Баррі Дорт                     |

### Епізодичний склад
| Актор         | Роль           |
| ------------- | -------------- |
| Фред Армісен  | Дядько Фестер  |
| Джоанна Ламлі | Бабуся         |
| Тенді Ньютон  | Доктор Фейрбер |

## Український дубляж
- Єлизавета Мастаєва — Венздей Аддамс
- Кристина Вижу — Енід (сезон 1)
- Галина Дубок — Енід (сезон 2)
- Євген Пашин — Ґомес Аддамс
- Марина Клодницька — Мортиція Аддамс
- Арсен Шавлюк — Паґслі Аддамс (сезон 1)
- Данило Марійко — Паґслі Аддамс (сезон 2)
- Володимир Терещук — шериф Донован Гелпін, Директор Дорт
- Наталія Калюжна — Доктор Валері Кінботт
- Євгеній Лісничий — Ксав'єр Торп, Бруно
- Юлія Шаповал — Бьянка Барклай
- Юлія Перенчук — Мерилін Торнгілл / Лорел Ґейтс
- Максим Самчик — Лукас Вокер
- В’ячеслав Хостікоєв — Ровен Ласлоу, Молодий Ґомес
- Андрій Альохін — Дядько Фестер Аддамс
- Михайло Тишин — Кругер
- Юлія Малахова — Лікарка Фейрберн
- Ірина Дорошенко — Бабуня Естер

- А також: Наталія Задніпровська, Кирило Татарченко, Людмила Чиншева, Сергій Гутько, Тетяна Руда, Юрій Гребельник, Олександр Шевчук, Олена Бліннікова, Дмитро Терещук, Богдан Крепак, В'ячеслав Хостікоєв, Андрій Альохін, Катерина Буцька, Анастасія Павленко, Юлія Перенчук, Олег Грищенко, Тамара Морозова, Анна Артем'єва, Владислав Васицький, Лесь Гімбаржевський, Оксана Гринько, Ігор Журбенко, Дмитро Завадський, Єлизавета Зіновенко, Єсенія Селезньова, Андрій Соболєв, Андрій Федінчик, Ростислав Фоменко, Ярослав Чорненький, Роман Чорний, Анастасія Чумаченко, Вікторія Тишкевич, Тимофій Масюк, Владислав Волинець, Вероніка Дюпіна, Анатолій Герасименко, Катерина Трубенок, Валерія Антонова

Серіал дубльовано студією «Так Треба Продакшн» на замовлення компанії «Netflix» у 2022-2025 роках.
- Режисер дубляжу — Олена Бліннікова
- Перекладачі — Катерина Устинова (сезони 1-2), Юлія Почінок (сезон 2)
- Перекладач пісень — Катерина Устинова
- Музичний редактор — Анастасія Чубинська (сезон 2)
- Спеціаліст зі зведення звуку — Сергій Ваніфатьєв (сезон 1), Ігор Грищенко (сезон 2, серія 1), Юрій Гелун (сезон 2, серії 2)

## Список серій

### Перший сезон
| № серії | Назва серії                                                          | Режисер(и)      | Сценарист(и)                             | Оригінальна дата виходу |
| --- | -------------------------------------------------------------------- | --------------- | ---------------------------------------- | ----------------------- |
| 1 | «Дитина середи сповнена скорботи» «Wednesday's Child Is Full of Woe» | Тім Бертон      | Альфред Ґоф, Майлз Міллар                | 23 листопада 2022       |
| Венздей Аддамс, учениця середньої школи, знаходить свого брата Паґслі зв’язаним у шафці. Вона бачить видіння про хуліганів, які напали на нього. Вона намагається вбити їх заради помсти, через що її виганяють зі школи. Її батьки, Мортиція та Ґомес, вирішують віддати її до академії «Невермор» — інтернату для ізгоїв. Тим часом мандрівника вбиває невідома потвора поблизу цього інтернату. Батьки Венздей випускають Річ — розумну безтілесну руку, щоб стежити за нею. Вона зустрічає свою сусідку по кімнаті Енід, повну протилежність собі. Також вступає в дуель з Б’янкою, популярною ученицею, після того, як вона починає знущатися з іншого учня, Роуена. Пізніше Венздей мало не вбиває статуя гаргуйля, яка падала на неї, але її рятує колишній хлопець Б’янки, Ксав’є. Після втечі від сеансу психотерапії, призначеного судом, Венздей зустрічає Тайлера, який погоджується допомогти їй втекти з «Невермор». Однак її затримує директорка Лариса Вімс та повертає її до школи. Пізніше Тайлер і Венздей зустрічаються на місцевому ярмарку, і Венздей отримує видіння про смерть Роуена. Роуен намагається вбити її, але його вбиває монстр. |                                                                      |                 |                                          |                         |
| 2 | «Скорбота — найсамотніше число» «Woe Is The Loneliest Number»        | Тім Бертон      | Альфред Ґоф, Майлз Міллар                | 23 листопада 2022       |
| Венздей переконує скептично налаштованого шерифа Ґелпіна, що убивця насправді це монстр. Раптом Роуен знову з'являється живим. Венздей сумнівається у своїй осудності та вирішує сама розслідувати вбивства. Вона блукає кампусом, розпитуючи про Роуена, і їй кажуть, що його виключили зі школи. Тим часом Вімс починає хвилюватися через видіння Венздей і уважно стежить за нею. Річ, шпигував за Роуеном. Виявляється, що Роуен — це Вімс, яка має властивість змінювати форму, тому Річ втрачає їх. Венздей бачать книгу товариства старих студентів. У пошуках книги вона випадково чує, як Б’янка планує сфальсифікувати майбутній студентський турнір. Венздей приєднується до Енід, щоб перемогти Б'янку та виграти турнір на Кубку По. Пізніше Венздей виявляє приховану бібліотеку в школі. |                                                                      |                 |                                          |                         |
| 3 | «Друг чи скорбота» «Friend Or Woe»                                   | Тім Бертон      | Кайла Альперт                            | 23 листопада 2022       |
| Венздей опиняється зв’язаною в оточенні членів елітного студентського товариства, у яке входили також Б’янка та Ксав’є. Венздей звільняється і виходить з бібліотеки, взявши з собою одну з книг. Вімс наказує Венздей грати в шкільному оркестрі на майбутній міській церемонії. Малюнок у книзі приводить її на виставку на місцевому ярмарку, де вона помічає видіння дівчини. У лісі Венздей бачить, що дівчина, яка вважається її давнім предком, готова бути страчена Джозефом Крекстоуном, прабатьком міста, який має намір убити всіх негідників, але їй вдається втекти. Венздей потрапляє в засідку монстра. Оглядаючи місце злочину в лісі, вона розуміє, що монстр — це людина. Повернувшись у місто, Венздей зриває церемонію, і Вімс її лає. |                                                                      |                 |                                          |                         |
| 4 | «О скорботна ніч» «Woe What A Night»                                 | Тім Бертон      | Кайла Альперт                            | 23 листопада 2022       |
| Венздей та Річ проникають в офіс коронера, щоб скопіювати файли жертв монстра. Намагаючись визначити закономірність, вона виявляє, що кожній жертві видаляли частини тіла хірургічним шляхом. Венздей починає підозрювати Ксав’є та слідує за ним до його художньої студії, де вона виявляє кілька малюнків монстра, що веде її до лігва монстра. Там вона дістає один із його кігтів та віддає його шерифу Ґалпіну, щоб звірити його ДНК. Венздей та Тайлер разом відвідують місцеві танці. Тим часом однокласник Юджин, який допомагає у розслідуванні Вендзей, стає свідком того, як фігура в плащі підриває печеру монстра. Танець перериває син мера, який запускає пожежну сигналізацію будівлі в помсту за те, що Венздей зірвала міську церемонію. Венздей бачить видіння, що Юджин у небезпеці, і прямує до лісу, але знаходить його серйозно пораненим. |                                                                      |                 |                                          |                         |
| 5 | «Які скорботи посієш, такі й пожнеш» «You Reap What You Woe»         | Ганджа Монтейру | Ейпріл Блеір                             | 23 листопада 2022       |
| 32 роки тому Ґомеса заарештовують за підозрою у вбивстві Ґаррета Ґейтса в академії. Зараз Аддамси відвідують Венздей на вихідні для батьків у «Невермор». Сеанс сімейної терапії припиняється, коли Венздей стикається зі своїми батьками щодо підозрюваного вбивства. Тим часом шериф Ґелпін дізнається, що коронер покінчив життя самогубством після того, як зізнався, що сфабрикував розтин Ґейтса. Ґелпін приходить до висновку, що Ґомес винен, і заарештовує його. У в'язниці Ґомес розповідає Венздей, що Ґейтса вбили випадково, а Мортиція зізнається у вбивстві Ґейтса. Венздей та Мортиція розкопують могилу Ґейтса, щоб виявити, що він був смертельно отруєний, перш ніж його могли вбити, але їх спіймала поліція та заарештувала. Пізніше вони стикаються з мером, який розповідає, що Ґаррет мав намір отруїти всю школу через ненависть свого батька до ізгоїв. Мер погоджується звільнити Ґомеса після того, як він зізнався, що приховав мотиви Ґейтса. Повернувшись до «Невермор», Вімс неохоче зізнається, що приховала смерть Роуена за допомогою зміни форми, намагаючись уникнути суперечок у школі.                                      |                                                                      |                 |                                          |                         |
| 6 | «Послуга за скорботу» «Quid Pro Woe»                                 | Ганджа Монтейру | Ейпріл Блеір                             | 23 листопада 2022       |
| Венздей намагається викликати Ґуді, давнього предка. Під час несподіваної вечірки до дня народження Венздей бачить Гуді, яка доручає їй шукати особняк Ґейтсів. Там вона стає свідком мера, коли він виходить з будівлі та пробирається до своєї машини. Після повернення в місто мера збивають і сильно ранять. Вімс закриває школу і забороняє Венздей залишати кампус. За допомогою Тайлера та Енід вона втікає і повертається в особняк Ґейтсів. Там вони виявляють, що Лорел Ґейтс, родичка Ґаррета, яка давно вважалася мертвою, може бути ще жива. Вони знаходять відрізані частини тіла жертв монстра в підвалі, але змушені втекти після того, як потрапили в засідку монстра. Венздей веде Ґалпіна до підвалу, але виявляє, що він порожній. У «Невермор», Венздей переконує Вімс не виключати її, щоб мати можливість продовжити розслідування. У лікарні невідомий вбиває мера. |                                                                      |                 |                                          |                         |
| 7 | «Твоя скорбота, якщо ти мене ще не знаєш» «If You Don't Woe By Now»  | Джеймс Маршалл  | Альфред Ґоф, Майлз Міллар і Метт Ламберт | 23 листопада 2022       |
| На похоронах мера Венздей помічає фігуру і женеться за нею в ліс. Виявляється, що ця фігура — дядько Фестер, який пояснює їй, що монстр, якого вона розслідує, є Гайдом. Разом вони витягають щоденник із прихованої бібліотеки, який показує, що Гайд завжди повинен мати господаря. Пізніше вони вистежують і стежать за Ксав’є та стають свідками того, що він зустрічається з докторкою Кінботт, терапевтом Венздей, у лісі. Після повернення з побачення з Тайлером Венздей виявляє, що її гуртожиток спустошено, щоденник викрадено, а Річ серйозно поранений. Дослідження Лорел Ґейтс показує, що вона жива і є володаркою Гайда. Венздей спочатку підозрює докторку Кінботт, але її вбиває Гайд. Поліція прибуває, щоб заарештувати Ксав’є, оскільки Венздей вважає, що він Гайд. Венздей вирішує вступити в стосунки з Тайлером, але раптом бачить, що він — Гайд. |                                                                      |                 |                                          |                         |
| 8 | «Зграя скорбот» «A Murder Of Woes»                                   | Джеймс Маршалл  | Альфред Ґоф і Майлз Миллар               | 23 листопада 2022       |
| Венздей та її однокласники заманюють Тайлера в ліс, де його викрадають. Венсдей починає мучити Тайлера. Не погоджуючись з її методами, однокласники сповіщають Вімс, і Венздей заарештовують. У відділку поліції Тайлер нарешті зізнається, що він монстр. Через набридлу поведінку Венздей Вімс виключає її з академії. Венздей відвідує Юджина у лікарні, який розповідає їй, що фігура, яку він бачив у печері монстра, була взута в червоні чоботи, такі ж, як у пані Торнхілл. Використовуючи свої здібності змінювати форму, Вімс і Венздей змушують Торнхілл визнати її справжню особу — Лорел Ґейтс. Однак Ґейтс вдається вбити Вімс і підкорити Венздей. Використовуючи кров Венздей, Ґейтс воскрешає Крекстоуна і залишає Венздей помирати, але Гуді вдається зцілити її. Енід нарешті перетворилась на вовкулаку та перемагає Тайлера у формі Гайда, тоді як Крекстон прориває «Невермор» у своїй гонитві за знищенням школи. Після боротьби Венздей знищує Крекстоуна та вбиває Ґейтс. Ксав'є звільняють із в'язниці, і Венздей вирушає з «Невермор» на канікули, отримуючи телефонне повідомлення про те, що за нею слідкують.                        |                                                                      |                 |                                          |                         |

## Виробництво

### Розробка
Під час підготовки до виробництва фільму «Родина Адамсів» 1991 року режисером було призначено Тіма Бертона, але в кінцевому підсумку він відмовився від нього через конфлікти з розкладом фільму «Бетмен повертається», через що за цю роботу взявся Баррі Зонненфельд. У березні 2010 року було оголошено, що компанія Illumination Entertainment у партнерстві з Universal Pictures придбала основні права на малюнки сімейства Адамсів. Фільм був запланований як анімаційний ляльковий фільм на основі оригінальних малюнків Чарльза Адамса. Бертон був призначений співавтором сценарію та співпродюсером фільму з можливістю режисерства. У липні 2013 року оголосили, що фільм скасовано.
У жовтні 2020 року «Венздей» спочатку було анонсовано як безіменний проєкт «Сімейки Адамсів», який очолив Бертон. Виробництвом серіалу займатиметься MGM Television, режисером буде сам Бертон. Альфред Ґоф і Майлз Міллар будуть виступати як шоуранери; тоді як Гоф, Міллар і Бертон також будуть виконавчими продюсерами разом з Ґейл Берман, Джоном Глікманом та Ендрю Міттманом. У лютому 2021 року Netflix дав замовлення серіалу з восьми епізодів. У серпні 2021 року Кайла Альперт була додана в ролі виконавчого продюсера, а 1.21, Tee and Charles Addams Foundation і Glickmania також продюсували серіал. У грудні 2021 року повідомлялося, що Денні Ельфман приєднався до серіалу, щоб написати оригінальну тему та музичний супровід.

### Кастинг
19 травня 2021 року Дженна Ортега отримала головну роль. 6 серпня 2021 року Луїс Гузман отримав роль Гомеса Аддамса. 9 серпня 2021 року Кетрін Зета-Джонс отримала роль Мортиції Аддамс. 27 серпня 2021 року було оголошено, що Тора Берч, Рікі Ліндгоум, Джеймі МакШейн, Хантер Духан, Джорджі Фармер, Муса Мостафа, Емма Маєрс, Наомі Дж. Огава, Джой Санді та Персі Гайнс Вайт приєдналися до додаткового акторського складу. 15 вересня 2021 року Гвендолін Крісті та Віктор Доробанту отримали головні ролі, а Ісаак Ордонез, Джордж Бурсеа, Томмі Ерл Дженкінс, Іман Марсон, Вільям Г'юстон, Луянда Унаті Льюїс-Ньяво, Олівер Вотсон, Калум Росс Уотт і Джонна Діа потрапили до другорядного касту. У грудні 2021 року Тора Берч покинула серіал, залишивши незрозумілим статус її героїні, матері Тамари Новак.

### Фільмування
Фільмування серіалу розпочалися 13 вересня 2021 року в Бухаресті, Румунія. Вони закінчилися в лютому 2022 року.

### Музика
У грудні 2021 року повідомлялося, що давній співавтор Бертона Денні Ельфман приєднався до серіалу, щоб створити оригінальну тему та написати її музику разом із Крісом Беконом. Музика включає добірку оригінальної партитури серіалу, створеної Ельфманом і Беконом, а також кілька поп пісень, включаючи віолончельні переспіви «Paint It Black» гурту The Rolling Stones і «Nothing Else Matters» гурту Metallica та «Physical», у виконанні Cello-metal гурту Apocalyptica. співачки Дуа Ліпи.  Партитура також включає ряд класичних творів, зокрема «Чотири пори року» Антоніо Вівальді, Концерт для віолончелі Едварда Елгара, «Карнавал тварин» Каміля Сен-Санса, "Гносьєнна № 1 " Еріка Саті та «Політ джмеля» Миколи Римського-Корсакова.
Очолюваний двома синглами, «Devious Plan» і «Wednesday on the Case».  У своїй рецензії на серіал Тоні Сокол із Den of Geek назвав партитуру «головного персонажа не лише тематична, але і як емоційно подана», зробивши «моторошніший озноб, жарти смішніші, а мурашки відчутні».  Лінда Кодега з Gizmodo назвала віолончельні сегменти «незабутніми».

## Вихід
Прем'єра «Венздей» відбулася 23 листопада 2022 року на Netflix і містить вісім епізодів.

## Оцінка

### Авдиторія

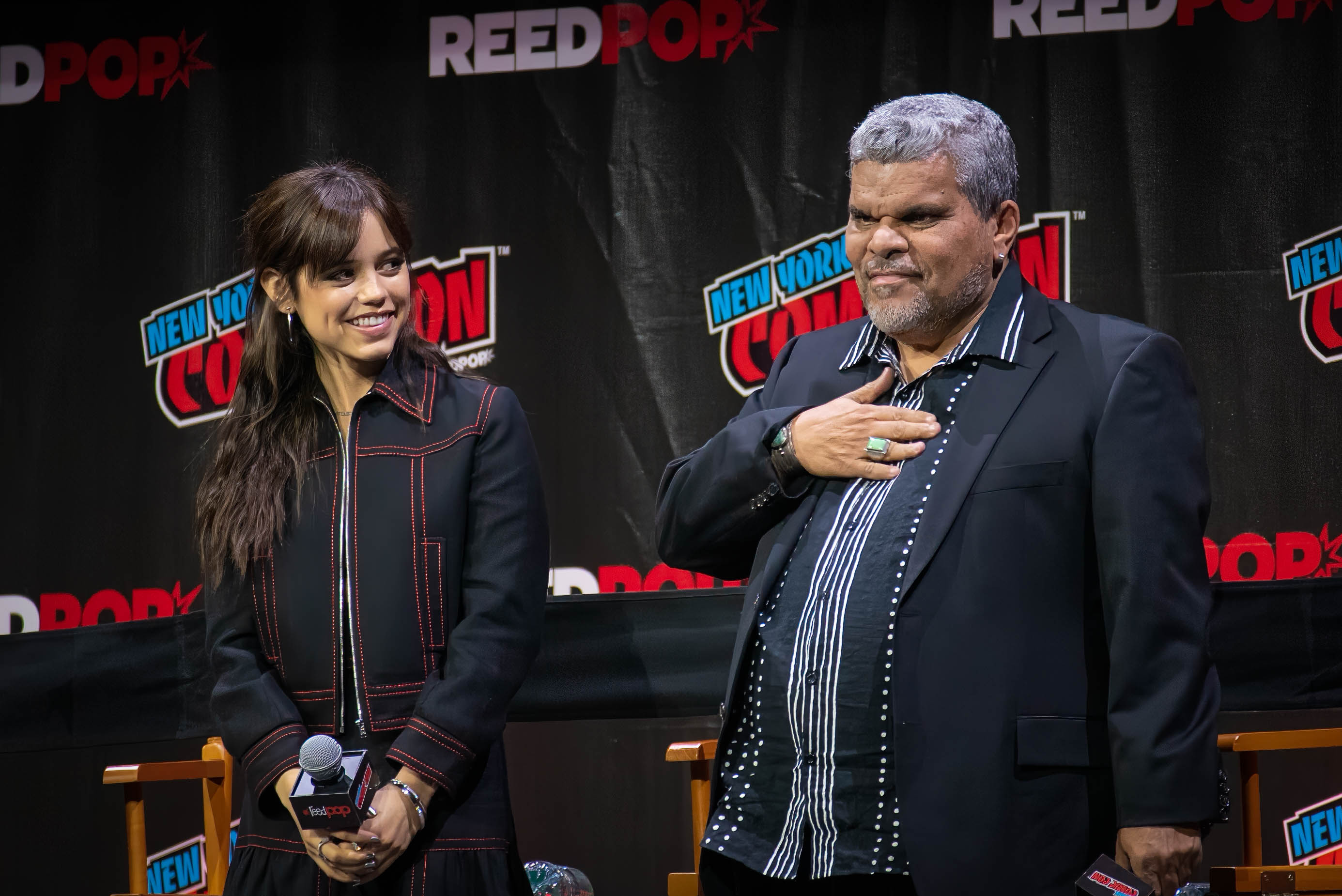
Дженна Ортега та Луїс Гусман рекламують телесеріал на New York Comic Con у 2022 році.

Згідно з даними користувачів TV Time, зібраними Whip Media, «Венздей» займає друге місце за кількістю підписників перед релізом будь-якого оригінального серіалу Netflix на платформі, поступаючись лише «Відьмаку»; зрештою серіал дебютував під номером один на Netflix у 83 країнах. Серіал є рекордсменом за кількістю годин перегляду за тиждень серед англомовних серіалів Netflix із загальною кількістю переглядів 341,2 мільйона годин за перший тиждень випуску, обійшовши попереднього рекордсмена «Дивні дива» (4 сезон), який показав 335,01 мільйона годин. 6 грудня він став третім за кількістю переглядів англомовним серіалом Netflix в історії платформи. Джейкоб Столворсі з The Independent назвав популярність серіалу «безпрецедентною» і припустив, що він може дати поштовх розвитку кількох інших телевізійних серіалів.

### Критики
Вебсайт агрегатора оглядів Rotten Tomatoes повідомив про те, що рейтинг схвалення 71 % і середній рейтинг 6,7/10 на основі 63 відгуків. Metacritic використовує середньозважену оцінку, присвоїв 66 зі 100 балів на основі 26 критиків, вказуючи на «загалом схвальні відгуки».
Ед Пауер з «Дейлі телеграф» дав «Венздей» чотири зірки з п'яти.  Джон Андерсон з The Wall Street Journal високо оцінив «харизматичну гру» Ортеги та назвав серіал «часто чудовим, попри його навмисну темряву».  У своїй рецензії «B» для The Detroit News Том Лонг вважав серіал візуально привабливим і описав незворушність Ортеґи «настільки еластичною, якою вона мала бути», а її виступ загалом «послідовно [виштовхував] за межі карикатури достатньо, щоб підтримувати життя».

### Нагороди
| Рік  | Нагорода                                | Номінація                                            | Одержувач                                                            | Результат | Посилання     |
| ---- | --------------------------------------- | ---------------------------------------------------- | -------------------------------------------------------------------- | --------- | ------------- |
| 2023 | AACTA                                   | Кращий комедійний серіал                             | Венздей                                                              | Номінація | [ 38 ] [ 39 ] |
| 2023 | Премія «Золотий глобус»                 | Найкращий телесеріал — мюзикл чи комедія             | Венздей                                                              | Номінація | [ 40 ]        |
| 2023 | Премія «Золотий глобус»                 | Найкраща жіноча роль у телесеріалі мюзикл чи комедія | Дженна Ортеґа                                                        | Номінація | [ 40 ]        |
| 2023 | Премії Гільдії художників-постановників | За досконалий дизайн серії                           | Марк Скрутон (за «Скорбота — найсамотніше число»)                    | Номінація | [ 41 ]        |
| 2023 | Critics' Choice Super Awards            | Кращий серіал жахів                                  | Венздей                                                              | Перемога  | [ 42 ]        |
| 2023 | Critics' Choice Super Awards            | Найкраща акторка в серіалі жахів                     | Дженна Ортеґа                                                        | Перемога  | [ 42 ]        |
| 2023 | Critics' Choice Super Awards            | Найкраща акторка в серіалі жахів                     | Крістіна Річчі                                                       | Номінація | [ 42 ]        |
| 2023 | Гільдія художників з костюмів           | Досконалість у сучасному телебаченні                 | Коллін Етвуд і Марк Сазерленд (за «Дитина середи сповнена скорботи») | Перемога  | [ 43 ]        |
| 2023 | Премія Гільдії режисерів Америки        | Видатні режисерські досягнення в комедійному серіалі | Тім Бертон (за «Дитина середи сповнена скорботи»)                    | Номінація | [ 44 ]        |

## Масова культура
Після виходу «Венздей» пісня Леді Ґаґи «Bloody Mary» знову стала популярною, оскільки її використали у відео в TikTok, де було зображено танець Венздей Аддамс із серіалу, а також відтворення цього танцю фанатами. Це призвело до значного збільшення відтворення пісні на Spotify. У грудні 2022 року «Bloody Mary» було надіслано на французьке радіо, через 11 років після випуску альбому Born This Way, у якому вона була представлена ця пісня.  Пісня 1981 року «Goo Goo Muck» групи «The Cramps», яка грає під час оригінальної сцени танцю в четвертій серії серіалу, також набула великої популярності. За даними Billboard, кількість трансляцій пісні на замовлення в США зросла з 2500 до понад 134 000 після випуску серіалу.

## Майбутнє продовження
Щодо можливих майбутніх сезонів Гоф і Міллар прокоментували в інтерв'ю Variety : «Коли ми сідаємо за створення шоу, в ідеалі ми розглядаємо декілька сезонів. Ми не очікували, що шоу буде успішним, але ми сподівались». Крім того, вони заявили, що у них є «досить чітка злітно-посадкова смуга» того, як можуть розгортатися майбутні сезони.
Підготовка до другого сезону розпочалася в грудні 2022 року, після придбання Amazon MGM.
У січні 2023 року серіал було офіційно продовжено на другий сезон. Зйомки стартували навесні 2024-го.  Вихід другого сезону за даними Netflix відбудеться в середу 6 серпня 2025 і 3 вересня 2025.

## Імітації та фан-арт за мотивами «Wednesday»

### Загальна інформація
Після прем’єри серіалу Netflix «Wednesday» у 2022 році Wednesday Addams здобула світову популярність завдяки вірусній пародії. У ній культовий танець Wednesday (сезон 1, епізод 4, хвилина 33:00) синхронізували з техно-міксом Lady Gaga на пісню «Bloody Mary». Цей ролик надихнув глядачів по всьому світу і започаткував хвилю наслідувань і творчості фанів. Серед відомих шанувальників — Madonna та Lady Gaga.
Феномен наслідування проявився у фан-літературі, DIY-проєктах, дитячих поробках, візуальних мемах, кастомізації авто, професійному спорті, кулінарії та живих виставах.

### Фан-література, ляльки, тюнінг, кулінарія
На основних платформах за кілька місяців з’явилося кількасот тисяч фанфікшнів про Wednesday Addams. Пошук «Wednesday Addams» на Wattpad повертає 188 000 результатів, а запит «Enid Sinclair» — понад 2 200 текстів того ж сайту.
Автори фанфікшнів переносять персонажів у нові світи та сценарії — іноді навіть зображуючи себе, що перетворюються на Wednesday, або уявляють зустрічі з героями серіалу. Інші оповідання зводять Wednesday з персонажами з інших фільмів, зокрема M3GAN. Романтичні «what if» пари, як-от «WenClair» (Wednesday та Enid Sinclair), також популярні.
Wednesday слугує натхненням для нового макіяжного образу, проєктів зі створення кастомних ляльок та кулінарних книг, що використовують похмуру кулінарну естетику всесвіту «The Addams Family» від оригінальної серії 1964 року до фільмів 2005 року. Також популярні фан-проєкти з тюнінгу авто.

### Канали відео та спільноти, натхненні Wednesday
Відтворення танцю Венздей стало популярним елементом контенту на платформах YouTube, Instagram і Facebook, а в інтернеті почали з’являтися численні неофіційні фанатські трейлери другого сезону із використанням графіки, згенерованої штучним інтелектом..
Фан-відео з Wednesday у буденних чи розважальних ситуаціях набирають сотні мільйонів переглядів, особливо серед дітей.

#### «the same Wednesday» — канал двійників
Канал «fake_ortega», також відомий як «the same Wednesday», публікує короткі, візуально виразні та гумористичні скетчі з двійниками відомих акторів — особливо Wednesday (або самої Jenna Ortega). У відео фігурували двійники Emma Myers (Enid Sinclair), Hunter Doohan (Tyler Galpin) та Xavier Dolan. Канал часто запрошує інших зіркових лук-ейлів — Margot Robbie, Leonardo DiCaprio, MrBeast (James Stephen), Bryan Cranston, Timothée Chalamet, Michael Keaton тощо.

### “Anti Wednesday Prequel Pastiche” — антивеб-серіал
Єдиним проєктом, що пропонує радикальну інтерпретацію чи деконструкцію оригінального сюжету «Wednesday», є веб-серіал «Anti Wednesday Prequel Pastiche». Представлений як «антиісторія», він переосмислює біографію Wednesday Addams в альтернативному детективному ключі.
Події відбуваються за рік до її прибуття в Nevermore Academy: ключові події відтворюються з перестановкою моральних ролей — герої стають лиходіями, а лиходії виявляються рятівниками. У цій версії батьки Wednesday, Gomez Addams і Morticia Addams, опиняються замішаними в гайд-справі 1990 року із жінкою, на ім’я Françoise Silvane (пізніше дружина Donovan Galpin і мати Tyler Galpin, що теж став гайд). Таким чином Morticia і Gomez вже не виглядають більш доброчесними, ніж антигероїня Laurel Gates, яка змусила Tyler, переодягненого в Hyde, вбити щонайменше шістьох людей.
Згідно з трьома офіційними трейлерами, серіал сплітає хронологію всіх екранізацій «The Addams Family» від телесеріалу 1964 року до фільмів 1991 та 1993 років.